# Khunyang Chhish
El Khunyang Chhish o Kunyang Chhish es la segunda montaña más alta en el Hispar Muztagh, una subcordillera del Karakórum, Pakistán. Otros variaciones del nombre incluyen Kunyang Kish y Khiangyang Kish. Su altura también es encuentra reflejada como 7.823 m s. n. m. Es la 21.ª montaña del mundo por altura y la octava en Pakistán.
Khunyang Chhish se encuentra en el corazón de la región de Hispar Muztagh, al norte del glaciar Hispar, uno de los mayores glaciares del Karakórum, y al este del valle de Hunza. 
Se alza al suroeste de la glaciar Khunyang donde el Distaghil Sar el pico más alto de la región domina el glaciar hacia su final en el norte. 
La montaña es muy notable por su elevación sobre el terreno circundante, se alza casi 4.000 m sobre su campamento base del sur en el glaciar Khunyang, y 5.500 m sobre el valle de Hunza, a alrededor de 33 kilómetros. La montaña es empinada, compleja y puntiaguda por lo que rivaliza con aa ligeramente más alta Distaghil Sar, que tiene un perfil más redondeado.

## Ascensiones
El primer intento de ascensión es del 1962 pero fue abortado ya que una avalancha mató a dos escaladores. El siguiente intento se produjo en 1965, pero de nuevo un escalador murió al caer una arista estrecha a alrededor de 7200 metros de altitud.
La primera ascensión con éxito fue lograda por un equipo polaco dirigido por Andrzej Zawada en 1971. Ascendieron por una larga ruta a lo largo de la arista sur desde el Glaciar Pumari Chhish. Uno de los integrantes de la expedición murió en un accidente en una grieta.
El segundo ascenso y último registrado fue realizado por dos escaladores británicos, Mark Lowe y Keith Milne, conseguido el 11 de julio de 1988 por el saliente noroeste y la arista norte. La ruta había sido intentada anteriormente en 1980, 1981, 1982 y 1987. 
El índice del Himalaya lista tres intentos de ascensión recientes a esta montaña en 2000 y 2003.